# Ceracanthia
Ceracanthia é um gênero de mariposa pertencente à família Crambidae.